# Malatswai
Malatswai is een dorp in het district Central in Botswana. De plaats telt 1482 inwoners (2011).